# Переходько Дмитро Григорович
Дмитро Григорович Переходько (1982—2022) — солдат 
збройних сил України, учасник російсько-української війни.

## Життєпис
Народився 15 жовтня 1982 року в селі Суховоля, навчався у Вараському ліцеї №4. Деякий час працював на хлібозаводі.
У 2015—2016 роках брав участь у відбитті російської агресії на сході України.
Під час повномасштабної війни 6 березня 2022 року призваний на військову службу у 68 єгерську бригаду.
Загинув 2 травня 2022 року у Донецькій області.

## Нагороди та вшанування
- Орден «За мужність» III ступеня[1].
- Почесний громадянин Вараської міської територіальної громади.